# Nevada
Nevada (angleška izgovorjava: /nɪˈvædə/, španska izgovarjava: [neˈβaða]) je celinska zvezna država na Zahodu Združenih držav Amerike. Na severozahodu meji na Oregon, na severovzhodu na Idaho, Kalifornijo na zahodu, Arizono na jugovzhodu in Utah na vzhodu. Nevada je sedma največja po površini, dvaintrideseta najbolj naseljena in deveta najredkeje naseljena zvezna država v ZDA. Skoraj tri četrtine prebivalcev Nevade živi v okrožju Clark, ki vsebuje metropolitansko območje Las Vegas-Paradise, vključno s tremi od štirih največjih vključenih mest v državi. Glavno mesto Nevade je Carson City. Največje mesto v državi je Las Vegas.
Nevada je uradno znana kot »Srebrna država« zaradi pomembne vloge srebra v njeni zgodovini in gospodarstvu. Prav tako je znana kot »Država, rojena v bitki« (geslo se pojavlja tudi na njeni zastavi), saj je status zvezne države dosegla med ameriško državljansko vojno; 400 milijonov dolarjev iz trgovine s srebrom je močno koristilo Uniji in predsedovanju predsednika Abrahama Lincolna.
Poimenovanje države izvira iz španske besede za 'zasneženo' in se nanaša na majhen del zahodne Nevade, znan kot Sierra Nevada; vendar pa je večji del Nevade večinoma pol- do puščavnat, spada pa v Veliko kotlino. Območja južno od Velike kotline so del puščave Mojave, na zahodnem robu pa se poleg Sierre Nevade nahaja tudi jezero Tahoe. Približno 86% površine države upravljajo različne jurisdikcije zvezne vlade ZDA, tako civilne kot vojaške.
Današnje ozemlje Nevade so sprva poseljevala indijanska plemena Paiute, Shoshone in Washoe. Prvi evropejski raziskovalci tega območja so bili Španci. Zaradi zasneženih gora so ga poimenovali Nevada, podobno kot Sierra Nevada v Španiji. Območje je bilo kasneje del Visoke Kalifornije v okviru podkraljestva Nove Španije, ki je, tako kot Mehika, pridobila neodvisnost leta 1821. Združene države so območje priključile leta 1848 po zmagi v mehiško-ameriški vojni in ga leta 1850 priključile Utahu. Odkritje srebra v Comstock Lode leta 1859 je pripeljalo do naglega naraščanja prebivalstva, kar je leta 1861 spodbudilo ustanovitev Nevade iz zahodnega dela Utaha. Nevada je 31. oktobra 1864 postala 36. zvezna država, kot druga izmed dveh držav, dodanih zvezni uniji med ameriško državljansko vojno (prva je bila Zahodna Virginija).
Nevada je znana po svojih liberalnih zakonih. Leta 1940 je bila s populacijo 110.000 ljudi najmanj poseljena zvezna država, za polovico manj kot Wyoming, tedaj druga najmanj naseljena zvezna država. Nevada je v 20. stoletju z ohlapno zakonodajo o porokah in ločitvah ter zakonitih igrah na srečo postala pomembna turistična destinacija. Nevada je edina zvezna država, kjer je prostitucija legalna, a je prepovedana v najbolj naseljenih okrožjih ter naselju Carson City. Največji zaposlitveni sektor je turizem, a pomembno je tudi rudarstvo: Nevada je četrti največji proizvajalec zlata na svetu. Nevada je najbolj sušna ameriška zvezna država, suše pa se s podnebnimi spremembami pogosteje pojavljajo.